# ناحية طنب
ناحية طنب (بالفارسية: بخش تنب) ناحية في مقاطعة أبو موسى، محافظة هرمزغان، إيران. بلغ عدد سكانها حسب تعداد عام 2006 حوالي 155 نسمة يشكّلون 49 أسرة.